# مايكل دينيس جيل
مايكل دينيس جيل (بالإنجليزية: Michael Denis Gale)‏ (25 أغسطس 1943–18 يوليو 2009) عالم وراثة نبات بريطاني.